# Wapen van Groot-Geestmerambacht

Het wapen van het Groot Geestmerambacht

Het wapen van Groot-Geestmerambacht werd op 23 oktober 1981 per Koninklijk Besluit aan het Noord-Hollandse waterschap Groot-Geestmerambacht toegekend. Het waterschap zelf ontstond in 1980 na een fusie tussen 17 waterschappen. Het is in 2003 opgegaan in het nieuwe Hoogheemraadschap Hollands Noorderkwartier waardoor sindsdien het wapen niet langer in gebruik is.

## Blazoenering
Bij de toekenning door de Hoge Raad van Adel kreeg het wapen de volgende blazoenering mee:
Doorsneden: I gedeeld: a in zilver een leeuw van keel; b in azuur een reiger van zilver, gebekt en gepoot van goud; II gedeeld van azuur en zilver en over alles heen een zeilend koggeschip van het een in het ander. Het schild geplaatst op een adelaar met in de rechterklauw een zwaard, alles van sabel.
Het wapen is gekwartileerd, het schildhoofd heeft twee kwartieren die elk apart gebruikt worden. In het eerste kwartier een rode leeuw op een zilveren achtergrond. In het tweede kwartier een zilveren reiger op een blauwe achtergrond. De schildvoet is ook gedeeld, met over de twee delen een koggeschip. Het eerste deel van de schildvoet is blauw en het tweede zilver, het koggeschip is in tegengestelde kleuren.
Achter het schild een adelaar, met in de rechterpoot een opgestoken zwaard. De vleugels van de adelaar staan omhoog en de poten uitgestoken.

## Symboliek
Het wapen bevat uitsluitend wapenstukken uit wapens van voorgaande waterschappen, of uit wapens van belangrijke gebieden.
- De leeuw: deze is afkomstig uit de wapens van inliggende gemeenten, in dit geval onder andere van het wapen van Niedorp. De Niedorper Kogge voerde een rode leeuw in een zilveren vak op het wapen.
- De reiger: deze is afkomstig uit het wapen van de gemeente Heerhugowaard, daarin staan twee reigers.
- Het koggeschip: is afkomstig van het wapen van een van de voorgaande waterschappen: Geestmerambacht
- De adelaar: is afkomstig van een ouder wapen van Geestmerambacht, een wapen dat tot het aanvragen van dit wapen niet bekend was.

## Geschiedenis
Het wapen is ontstaan uit twee wapens van voorgaande waterschappen (Niedorper Kogge en Geestmerambacht) met daarbij een wapenstuk uit het nooit officieel verleende wapen van de Heerhugowaard. Bij een eerste ontwerp zouden deze drie wapenstukken onder een schildhoofd geplaatst worden waarop een leeuw uit het wapen van West-Friesland geplaatst zou worden. Dit schildhoofd zou dan symbool staan voor de overige waterschappen.
Bij een tweede ontwerp werd een voormalig wapen, uit 1714, ontdekt waarop een adelaar stond. De Hoge Raad van Adel was van mening dat dit een gepast wapen zou zijn, gelijk aan andere waterschapswapens met een adelaar als schildhouder. Het waterschap was van mening dat het eerste verzochte wapen beter zou passen. Het uiteindelijk verleende wapen is een compromis.

## Vergelijkbare wapens

Het wapen van Heerhugowaard
Het wapen van Niedorp
Het wapen van Nieuwe Niedorp
Het wapen van Oude Niedorp
Het wapen van de Dijkkollegie van Niedorper Kogge (1818 - 1971)
Het wapen van de Niedorper Kogge (1971 - 1980)
Het wapen van Polder Geestmerambacht